# Robert W. Embree
Robert W. Embree (1932) es un micólogo estadounidense. Desarrolló actividades académicas y científicas en el Departamento de Biología, de la Universidad de Iowa.

## Algunas publicaciones
- 1959. Radiomyces, a New Genus in the Mucorales. Am. J. of Botany 46 ( 1): 25-30 resumen y 1ª página
- La abreviatura «Embree» se emplea para indicar a Robert W. Embree como autoridad en la descripción y clasificación científica de los vegetales.[3]